# IV (álbum de Jaded Heart)
IV  es el cuarto álbum en estudio de la banda alemana hard rock Jaded Heart.

## Canciones
1. «Live and Let Die» – 6:35
2. «Take My Soul» – 5:13
3. «Way Back Home» – 5:12 (Bormann/Chris Ivo)
4. «Stone Cold» – 4:58 (Ritchie Blackmore/Roger Glover/Joe Lynn Turner)
5. «When You Hear the Thunder» – 5:22
6. «Ain't a Perfect World» – 4:53
7. «With Your Eyes» – 6:15 (Bormann/Barish Kepic)
8. «But I Like It» – 4:58 (Bormann/Kepic)
9. «Hey God Don't Hesitate» – 5:57 (Bormann/Kepic)
10. «She's a Woman» – 6:45
11. «Behind Your Pride» – 5:21 (Bormann/Kepic)
12. «Easy Lover» – 4:56 (Phil Collins)

- La canción 4 fue grabada por la banda británica Rainbow.
- La canción 12 fue originalmente grabada por Philip Bailey en el álbum Chinese Wall.